# 橋本定栄
橋本 定栄（はしもと さだよし）は、江戸時代末期の公卿、梅宮社の神主。父・順福と同様、地下家でありながら従三位に叙され、公卿となった。

## 生涯
慶應元年閏5月12日（1865年7月4日）、56歳で従三位に叙され、公卿に列せられた。明治2年7月8日（1869年8月15日）の百官廃止まで、非参議で有り続けた。
その後、梅宮社神主を辞し、旧神主として明治8年（1875年）4月8日に生活費の苦しさを初代京都府知事の長谷信篤に連名で訴えた史料が残っている。
それ以降の動向は不詳である。

## 系譜
- 父：橋本順福[3]
- 母：児島氏の娘[3]
  - 異母妹：橋本麻子[3] - 春日潜庵の妻。